# Sathupati Prasanna Sree

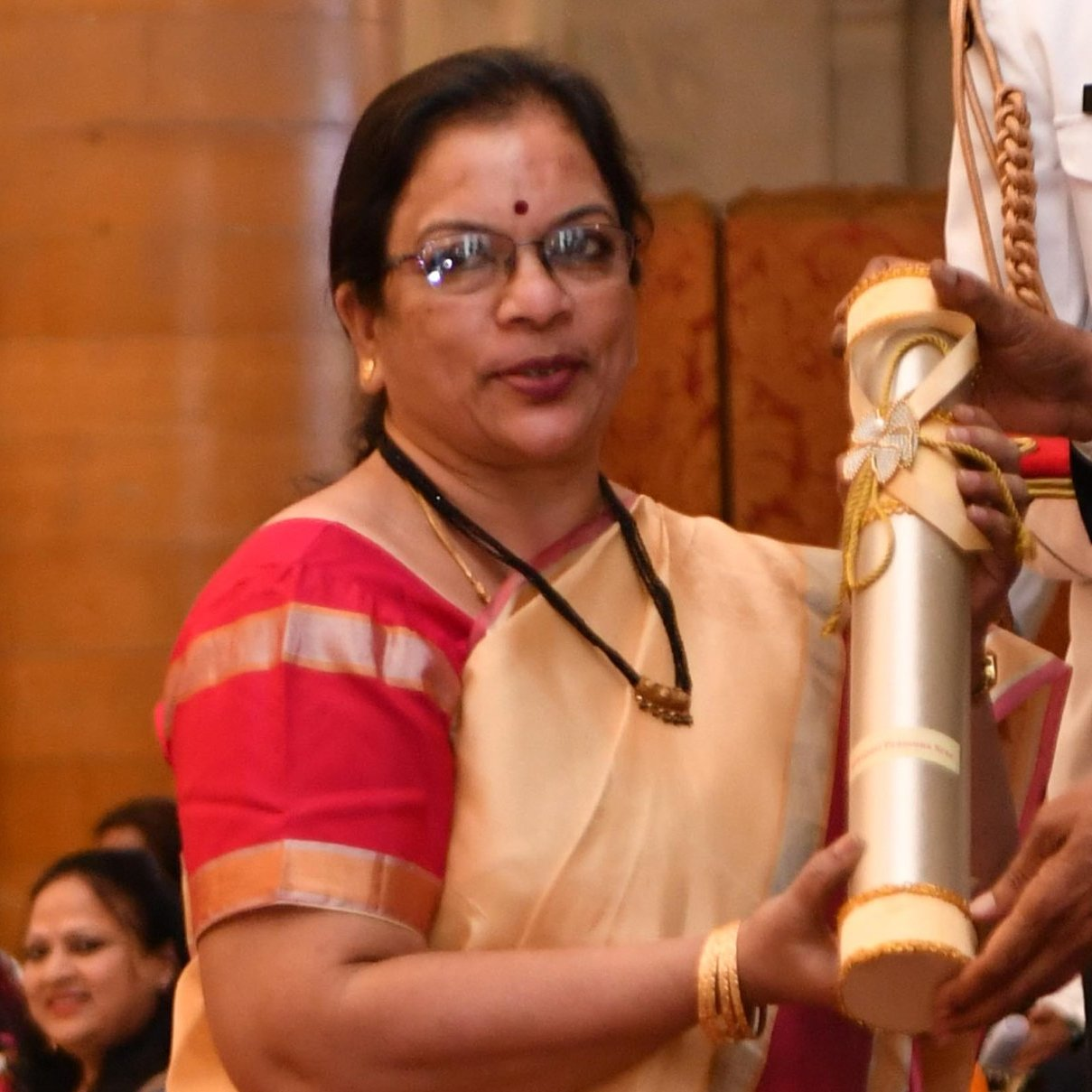
Nari Shakti Puraskar 2022

Sathupati Prasanna Sree (nascida em 2 de setembro de 1964 na Índia) é uma linguista conhecida pela criação de sistemas de escrtita para grupo da Índia

## Cargos acadêmicos
(nascido em 2 de setembro de 1964 em [Índia]]) é uma lingüista Índia n.
Sree é Professora de  Inglês e Presidente do Conselho de Estudos da Universidade Andhra.

## Escritos publicados
Os escritos publicados de Sree incluem:
- Psicodinâmica das mulheres na literatura pós-moderna do Oriente e do Ocidente
- ' Sombras do silênci
- Mulher nas Novelas de Shashi Deshpande - Um Estudo[1]

TAo longo de sua carreira, Sree trabalhou na preservação das línguas tribais e na criação de novos sistemas de escrita para as tribos da Índia.«Language gets a new face». The Hindu. Consultado em 11 de novembro de 2017</ref>
Sree criou sistemas de escrita para as línguas  Kupia,  Koya, Porja, Jatapu, Konda-dora, Ollari,  Kolam, Goudu,  Mukhadhora, línguas tharu.